# Juncus tiehmii
Juncus tiehmii är en tågväxtart som beskrevs av Barbara Jean Ertter. Juncus tiehmii ingår i släktet tåg, och familjen tågväxter. Inga underarter finns listade i Catalogue of Life.